# برهمکنش C–H···O
در شیمی، یک برهمکنش C–H···O گاهی اوقات به عنوان نوع خاصی از پیوند هیدروژنی ضعیف توصیف می‌شود. این برهمکنش‌ها اغلب در ساختار مولکول‌های زیستی مهم مانند اآمینو اسیدها، پروتئین‌ها، قندها، DNA و RNA رخ می‌دهد.